# شل (جنس)
شِلّ أو سفرجل هندي أو دوسينية هو جنس من الأشجار المزهرة أبيدة أو شبه أبيدة في فصيلة الوردية . الثمرة تفاحية. الشجرة مستوطنة في جنوب شرق آسيا ، بما في ذلك مينمار حيث تنمو برية وتُزرع أحيانًا. .